# Shaanxi
|  | No s'ha de confondre amb Shanxi. |

 Shaanxi (?·pàg.) (xinès tradicional: 陝西, xinès simplificat: 陕西, pinyin: Shǎnxī, Wade-Giles: Shan-hsi; pinyin postal: Shensi) és una província del centre-nord de la República Popular de la Xina, inclou parts de l'altiplà de Loess en el cabal mitjà del riu Groc i la serralada Quinling.
Limita al nord amb la Regió Autònoma de Mongòlia Interior, al nord-est amb Shanxi, a l'est amb Henan, al sud-est amb Hubei i Chongqing, al sud-oest amb Sichuan, a l'oest amb Gansu, i al nord-oest amb la Regió Autònoma Ningxia Hui.

## Geografia
Al nord de la regió es troba el desert de Gobi, al llarg de la frontera amb Mongòlia Interior. És una zona de baixes temperatures a l'hivern i estius molt calorosos. A la zona central hi ha l'altiplà de Loess, que ocupa un 45% de la superfície provincial. Les muntanyes Quinling, al sud de les quals el clima és subtropical, recorren la província d'est a oest en la seva zona central. El riu Wei, afluent juntament amb el Jing, el Luo i el Wuding del riu Groc, recorre el centre de la província. El Han i el Jialing són afluents del Iang-Tsé.
Al nord l'hivern i la primavera són molt secs. Al sud generalment plou més. La temperatura mitjana anual oscil·la entre els 9 i els 16 °C. Al gener la mitjana va de -11 a 3.5 °C i al juliol de 21 a 28 °C. La mitjana anual de precipitacions és de 5.000 mm, que es produïxen principalment entre juny i agost.
Són ciutats importants de Shaanxi: Baoji, Hanzhong, Tongchuan, Xianyang, Yan'an i Ankang.

## Administració
Shaanxi es divideix en 9 prefectures i la ciutat de Xi'an.
- Yulin
- Yan'an
- Tongchuan
- Weinan
- Xianyang
- Baoji
- Shangluo
- Ankang
- Hanzhong

## Economia
Shaanxi produeix la meitat del molibdè de tota Xina i és la quarta província productora d'or. També produeix carbó, les reserves del qual s'estimen en 161.800 milions de tones, la majoria en el jaciment de Shenmu-Fugu, un dels més importants del món pel seu gruix i facilitat d'explotació. Al nord hi ha un jaciment de gas amb 350.000 milions de metres cúbics. La producció de petroli també és important. Les principals indústries són l'electrònica, farmacèutica, química i alimentària, i també la fabricació de maquinària i la producció d'energia, sense oblidar el turisme. El PIB de Shaanxi en 2004 va ser de 288.400 milions de RMB (35.780 milions de dòlars) i la renda per capita, 6.536 RMB (789 dòlars), ocupant el lloc vint-i-dosè dintre de la República Popular de la Xina

## Història
La importància històrica de Shaanxi s'inicia durant la prehistòria. Aquí es troben restes arqueològiques de més de 6.000 anys d'antiguitat que proven que aquest és un dels bressols de la civilització xinesa. Destaca la ciutat neolítica de Shimao, que fou fundada a finals del Període Longshan (entre els segles XXIV i XX aC) i fou abandonada durant la dinastia Xia (entre els segles XXI i el XVI aC). Un total de tretze dinasties feudals diferents van tenir la seva capital instal·lada en aquesta província. La dinastia Tang (618-907) fou la darrera a tenir aquí la seva capital; la dinastia Zhou, fundada al segle xi aC, probablement va tenir també el seu origen a Shaanxi (que llavors s'anomenava Kuan-chung), encara que altres historiadors afirmen que provenia de la veïna Shanxi. Xianyang, al costat de l'actual Xi'an (antiga grafia Hsi-an, nom anterior Ch'ang-an), era la capital de la dinastia Qin, que seria la primera a unificar tots els regnes de l'antiga Xina (avui correspondria aproximadament a la part central i est del país) i a convertir els seus reis en emperadors, iniciant així la història de la Xina imperial. Aquesta ciutat serviria d'enllaç amb occident en ser el punt de partida i arribada de les diferents rutes de la seda. Fou allí que es va establir una de les primeres mesquites musulmanes de la Xina, en temps dels Tang, anomanada Hua-chuëh-hsian Ta-shi (o Tang-ta Shi), construïda vers el 742.
Posteriorment es construiria, al costat de Xianyang, la ciutat de Chang'an de la dinastia Han, que tornaria a ser cabdal durant les dinasties Sui i Tang i una de les ciutats més grans del món d'aquella època. Durant el govern dels mongols al segle XIII, Shaanxi va esdevenir província; en els anys posteriors, les guerres i les fams van delmar la població, arribant a la despoblació; com a resultat, nombrosos musulmans i hui van poblar la zona (com encara és evident avui dia) que va ser destí principal d'una forta emigració musulmana des de l'Àsia central. El 1289 quan el príncep mongol Ananda (successor del seu pare Mangala) va arribar al govern de la província (amb el nom de príncep An-shi) es va iniciar una segona emigració de musulmans; Ananda i el seu fill Ürlüg Tëmur van tenir estretes relacions amb els musulmans de l'Àsia central i segons un autor musulmà fins i tot es van convertir a aquesta religió (almenys li van donar fort suport).
Sota la dinastia Ming, Shaanxi va ser incorporada a la seva veïna Gansu però va tornar a separar-se durant la posterior dinastia Qing. Un dels terratrèmols més devastadors de tota la història va ocórrer prop del mont Hua, al sud-est de la província, el 24 de gener de 1556. S'estima que hi van morir unes 830.000 persones. Al segle xix les revoltes musulmanes (1860-1870) que van causar milions de mort, van reduir la població musulmana (que a la meitat del segle eren uns quatre milions) a mig milió. El cap rebel més famós fou Pai Yen-hu, que va acabar fugint al Sinkiang i es va unir a Muhammad Yakub Beg, i després se'n va anar amb els seus al que avui són el Kazakhstan i Kirguizstan i va donar origen al poble dels dungans, de fet la branca occidental de l'ètnia hui.
Durant la revolució comunista, els camperols de la zona van donar el seu suport a Mao Zedong, ja que vivien en condicions d'extrema pobresa. Es calcula que més de vuit milions de persones van morir de fam durant les diferents fams que van assolar la regió entre 1876 i 1928.